# Semaeomyia spinositarsus
Semaeomyia spinositarsus är en stekelart som först beskrevs av Jean-Jacques Kieffer 1910.  Semaeomyia spinositarsus ingår i släktet Semaeomyia och familjen hungersteklar. Inga underarter finns listade i Catalogue of Life.